# RobotML
RobotML（Robot Markup Language、ロボットマークアップ言語）は、自律移動型ロボットとロボットコンポーネント間の通信制御用として試作されたXMLベースのマークアップ言語である。ドイツのミュンヘン応用科学大学で開発、2005年春に公開された。